# Inovec

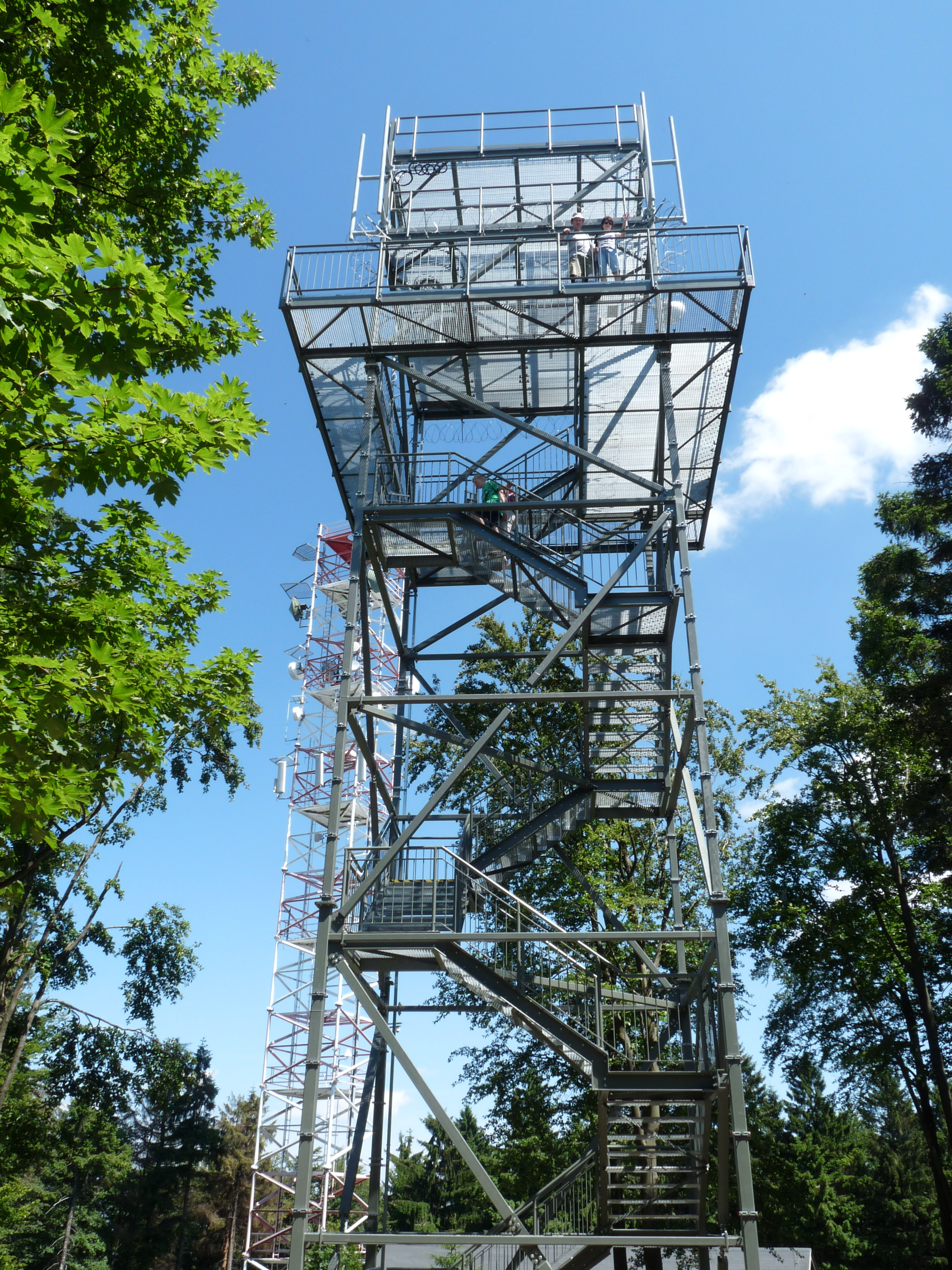
Wieża "Helena" na szczycie Inowca

Inovec (pol. Inowiec) – najwyższy szczyt Gór Inowieckich w zachodniej Słowacji (1042 m n.p.m.). Jest on ostatnim szczytem przekraczającym wysokość tysiąca metrów n.p.m. w pasie Centralnych Karpat Zachodnich oraz najdalej wysuniętym na zachód "tysięcznikiem" całych Karpat.

## Położenie
Leży w północnej części gór, w grupie Wysokiego Inowca (słow. Vysoký Inovec), kilkanaście kilometrów na południe od Trenczyna, nieopodal wsi Selec.

## Zagospodarowanie szczytu
Na szczycie znajdują się dwa wysokie, stalowe maszty nadajników telekomunikacyjnych wraz z budynkami zaplecza.
Od 2015 r. na szczycie wznosi się także 21-metrowa, stalowa wieża o nazwie "Helena" (własność spółki SWORAD s.r.o.), stanowiąca nośnik meteorologicznych urządzeń pomiarowych i komercyjnych systemów telekomunikacyjnych. Jest ona także wykorzystywana jako turystyczna wieża widokowa. Podest dostępny dla turystów znajduje się na wysokości 16 m. Roztacza się z niego dookolna panorama. Widok z wieży obejmuje m.in. Vršatec i Veľký Lopeník (z wieżą widokową) w Białych Karpatach, Góry Strażowskie, Małą i Wielką Fatrę oraz takie miasta jak Nowe Miasto nad Wagiem, Dubnica nad Váhom, Trenczyn, Bánovce nad Bebravou czy Topolczany. Przy dobrej widzialności z wieży dojrzeć można z jednej strony szczyty Tatr, a z drugiej – wieżę nadajnika TV „Kamzik” w Małych Karpatach nad Bratysławą. A przy szczególnie sprzyjających warunkach atmosferycznych także Pradziada w Jesionikach, Babią Górę i Skrzyczne, a nawet węgierskie góry Börzsöny i austriacki Schneeberg w Północnych Alpach Wapiennych.
Obok wieży drogowskaz turystyczny, wiata turystyczna oraz dwa drewniane krzyże.
Na szczyt Inowca można wejść znakowanymi szlakami turystycznymi:
- za znakami  czerwonymi z przełęczy Jastrabské sedlo (od północy);
- za znakami  czerwonymi spod szczytu Panská Javorina (od południa;
- za znakami  niebieskimi z miejscowości Dobodiel (od wschodu).

Na północno-wschodnich stokach góry, na wysokości 790 m n.p.m., znajduje się schronisko (hotel górski) Chata pod Inovcom.